# مارتن لوكوف
مارتن لوكوف (بالبلغارية: Мартин Луков)‏ (5 يوليو 1993 بصوفيا في بلغاريا - ) هو لاعب كرة قدم بلغاري في مركز حراسة المرمى.

## وصلات خارجية
- مارتن لوكوف على موقع الاتحاد الأوربي (الإنجليزية)
- مارتن لوكوف على موقع قاعدة بيانات كرة القدم.إي يو (الإنجليزية)
- مارتن لوكوف على موقع ناشيونال فوتبول تيمز (الإنجليزية)
- مارتن لوكوف على موقع Soccerway.com (الإنجليزية)
- مارتن لوكوف على موقع عالم كرة القدم.نت (الإنجليزية)